# 더 네이버스 윈도우
《더 네이버스 윈도우》(The Neighbors' Window)는 미국에서 제작된 마샬 커리 감독의 2019년 드라마 영화이다. 마리아 디지아 등이 주연으로 출연하였다. 2020년에 아카데미상에서 아카데미 단편 영화상을 수상했다.

## 출연

### 주연
- 마리아 디지아
- 그렉 켈러